# Muzica ușoară românească
Muzica ușoară românească are o istorie de peste un secol și jumătate, începând în prima parte a secolului al XIX-lea (nu există un consens între istorici cu privire la momentul primelor manifestări de acest fel) și derulându-se până în prezent.

## Istoric
Dat fiind faptul că înseși artele interpretative românești de influență occidentală au o vechime de nu mai mult de două secole, genul muzical ușor s-a dezvoltat în paralel cu tipurile de spectacol nou apărute, tot mai specifice – de la concertul de muzică cultă sau montarea unei opere până la vodevil, operetă, concert de estradă etc. Dacă în primele decenii muzica cultă și cea ușoară erau vehiculate de aceiași muzicieni și ascultate de un public comun, către sfârșitul secolului XIX genul ușor a devenit autonom, delimitându-și proprii compozitori, interpreți și ascultători. Progresele realizate în domeniul imprimării și redării sunetului, cât și deschiderea culturală fără precedent a țării i-au asigurat muzicii ușoare o popularitate enormă de-a lungul perioadei interbelice.
După Al Doilea Război Mondial, impunerea ideologiei comuniste a restricționat toate demersurile artistice, transformându-le în unelte de propagandă. Deși artele „înalte” au beneficiat de o libertate mai mare după încetarea – în anii 1960, a – curentului proletcultist, muzica ușoară, curtată de ideologii comuniști pentru forța ei de impact asupra publicului, a rămas o formă de artă oficială până la căderea regimului politic. Din acest motiv, în ciuda difuzării intense oferite de Radio, a numeroaselor festivaluri de profil și apariții editate de casa de discuri Electrecord, publicul s-a îndepărtat treptat de interpreții și creatorii genului.
Din anii 1990, genul nu a reușit să găsească o susținere comparabilă cu cea oferită de stat în anii de comunism, astfel încât a ajuns în scurt timp un gen de nișă. Astăzi, majoritatea muzicienilor din acest domeniu au migrat spre muzica pop, iar numărul tinerilor interesați de urmarea unei cariere în muzica ușoară este în scădere.

## Autori
Muzicologii care plasează apariția genului înainte de pătrunderea muzicii vestice au în vedere exclusiv muzica sentimentală cu text, scrisă de cantautori din rândurile artiștilor de curte sau boierilor. Mai târziu, contactul cu muzica ușoară occidentală determină apariția primelor imitații autohtone, scrise îndeosebi de autori minori. Încă din această perioadă un statut aparte îl are subgenul romanței, de origine incertă, însă foarte iubită de public și aproape neschimbată până în zilele noastre; un compozitor important de romanțe din perioada de început este cantautorul Dimitrie Florescu (fl. 1850), creatorul celebrei „Steluța”, pe versuri de Vasile Alecsandri. Spre 1880 se lansează o veritabilă modă a compunerii de piese pornind de la textele poeților apreciați ai momentului.
Repertoriul de muzică ușoară, la acea dată preponderent vocal, se extinde în direcția muzicii instrumentale mulțumită activității lui Iosif Ivanovici (fl. 1890), compozitor de muzică militară care a scris pentru fanfară sau orchestră câteva sute de piese de dans în stilul valsului vienez. Cea mai cunoscută compoziție a sa, „Valurile Dunării” (1880), a făcut înconjorul lumii fie sub forma audiată la Expoziția Universală de la Paris din 1889, fie sub titlul „The Anniversary Song” (adaptare americană datând din 1946).
În jur de 1900 se remarcă autorul de romanțe și piese distractive pentru pian Guilelm Șorban, originar din Ardeal. În mod ironic însă, cele mai iubite două compoziții atribuite lui, „Pe lângă plopii fără soț” și „Dorința” (ambele pe texte de Mihai Eminescu), aparțin altor creatori – prima, botoșăneanului Iancu Filip, iar a doua este o adaptare după compoziția unui anume N., publicată în anii 1880 de Constantin Gebauer. Primele decenii ale secolului XX nu cunosc vreo carieră excepțională de autor de muzică ușoară; deși unele dintre piesele apărute în această perioadă sunt cunoscute și azi, creatorii lor nu au reușit să impună mai mult decât un singur șlagăr.
Deschiderea pe care o oferă teatrul de revistă, urmaș al vodevilului, începând din anii 1920 îi imprimă genului ușor alura de „industrie” muzicală. Se produc în mod constant compoziții cu voce care să susțină numerele din spectacole; este perioada în care se impune meseria de textier (deși autori de versuri pentru cântece sentimentale sau umoristice au existat și înainte – de exemplu, celebrul cantautor I.D. Ionescu Union –, astfel de cazuri erau neobișnuite) și tot acum încep să joace un rol determinant la răspândirea muzicii tipăritura și imprimarea pe disc. În teatrul de revistă se face cunoscut și cel care avea să fie numit „părintele muzicii ușoare românești”, Ion Vasilescu, inițiatorul unei școli naționale de creație în acest gen și autor al unui opus impresionant ca valoare și bogăție. În ciuda schimbărilor politice de după război, compozitorul și-a păstrat reputația până la moarte (1960), continuând să fie omagiat până în ziua de astăzi.